# DM i landevejscykling 1996
Danmarksmesterskaberne i landevejscykling 1996 blev afholdt 23. og 26. juni 1996 i Silkeborg i Jylland (eliteherrer).
| Event           | Guld           | Sølv             | Bronze                |
| --------------- | -------------- | ---------------- | --------------------- |
| Herrer - Elite  |                |                  |                       |
| Enkeltstart     | Bjarne Riis    | Jan Bo Petersen  | Michael Blaudzun      |
| Linjeløb        | Bjarne Riis    | Bo Hamburger     | Jesper Skibby         |
| Herrer - U23    |                |                  |                       |
| Linjeløb        | Tayeb Braikia  | Dani Petersen    | Jakob Gram Nielsen    |
| Herrer - Junior |                |                  |                       |
| Enkeltstart     | Gøran Jensen   | Jacob Nielsen    | Jacob Ingemann Hansen |
| Linjeløb        | Gøran Jensen   | Andreas Kloster  | Thue Houlberg Hansen  |
| Damer - Elite   |                |                  |                       |
| Enkeltstart     | Lotte Schmidt  | Melina Rasmussen | Lotte Bak             |
| Linjeløb        | Helle Sørensen | Lotte Schmidt    | Sanne Schmidt         |